# Wes Cotton
Wesley Cotton (Wigan, 12 gennaio 1968) è un ex rugbista a 13 inglese, dopo il ritiro ha iniziato la carriera da modello.